# Darkness Visible
Darkness Visible est un roman postmoderne de l'auteur britannique William Golding, publié en 1979, soit 8 ans après son précédent roman Le Roi scorpion. 
Le livre a gagné le James Tait Black Memorial Prize. 
Le titre vient d'un vers de Paradise Lost, « No light, but rather darkness visible ».
Le roman traite du thème de la folie à travers des personnages à la personnalité séparée : Matty, enfant brûlé d'un côté de son corps lors du Blitz de Londres, et Sophy, fille et femme schizophrène, dont la folie résulte d'une impossibilité de se dissocier de sa sœur jumelle.